# Jundushan-Tunnel
Der Jundushan-Tunnel (chinesisch 军都山隧道, Pinyin Jūndōushān suìdào) ist der längste Eisenbahntunnel der chinesischen Schwerlast-Kohlebahn Datong–Qinhuangdao. Er wurde im Jahre 1989 eröffnet und befindet sich auf dem Streckenabschnitt Yanqing Nord–Tielucun im Stadtbezirk Yanqing von Peking. Der Tunnel war bei der Eröffnung hinter dem Mihualing-Tunnel der drittlängste Eisenbahntunnel in China.

## Bau
Mit dem Bau des Tunnels wurde im Januar 1981 begonnen und das Bauwerk war 1989 fertiggestellt. Der Bau des Tunnels gestaltete sich schwierig, weil er durch verschiedene Gesteinsarten führt. Vom Westportal ausgehend verlaufen die ersten 670 m  des Tunnels im Löss und weisen nur eine geringe Überdeckung von 12 bis 23 m auf, an einer Stelle sogar nur 3,6 m. Darauf folgt magmatisches Gestein, in dem der längste Abschnitt des Tunnels liegt. Gegen das Ostportal liegt ein Abschnitt von ungefähr 500 m Länge in verwittertem Granit und die letzte 70 m vor dem Portal führen durch alluvialen Schotter.
Im Gesamten mussten 920.000 m³ Gestein ausgebrochen werden, für die Auskleidung wurde 200.000 m³ Beton verwendet. Der Bau erfolgte sowohl von den beiden Portalen, wie auch von drei schräg abgeteuften Zwischenangriffsschächten aus. Das Grundwasser wird mit einem 2 km langen, vom Ostportal parallel zum Tunnel verlaufenden Stollen abgeführt. Täglich fallen ungefähr 13.200 m³ Grundwasser an.
Der Vortrieb im Löss-Abschnitt erfolgte mit Rohrschirmen, die restlichen Abschnitte wurden im Sprengvortrieb nach der neuen österreichischen Tunnelbaumethode (NATM) ausgebrochen. Der Bau wurde 1985 begonnen und wurde von der China Railway Tunnel Group ausgeführt.